# Neoligniella immersa
Neoligniella immersa är en svampart som beskrevs av Naumov 1951. Neoligniella immersa ingår i släktet Neoligniella, divisionen sporsäcksvampar och riket svampar.   Inga underarter finns listade i Catalogue of Life.